# Wolfgang Müller-Lauter
Wolfgang Müller-Lauter, född 1924 i Weimar, död 2001 i Berlin, var en tysk filosof. Han är känd för sina verk om Friedrich Nietzsche.
1996 blev Müller-Lauter tilldelad Friedrich-Nietzsche-Preis.